# 1968–1969-es magyar jégkorongbajnokság
A 32. első osztályú jégkorongbajnokságban nyolc csapat indult el. A mérkőzéseket 1968. október 28. és 1969. március 30. között a Kisstadionban és a Megyeri úti jégpályán rendezték meg.
A bajnokságban indult az ifi válogatott is, amely így egész évben játéklehetőséghez jutott. Ez kiváló felkészülést nyújtott számukra az ez évben először megrendezett ifi B csoportos Európa Bajnokságra, amelyen második helyezést értek el.

## OB I. 1968/1969
|    | Csapat         | M  | GY | D | V  | GK     | Pont |
| -- | -------------- | -- | -- | - | -- | ------ | ---- |
| 1. | Újpest Dózsa   | 28 | 25 | 2 | 1  | 222-61 | 52   |
| 2. | BVSC           | 28 | 22 | 3 | 3  | 192-48 | 47   |
| 3. | Ferencváros    | 28 | 20 | 2 | 6  | 201-85 | 42   |
| 4. | Ifi Válogatott | 28 | 10 | 4 | 14 | 92-175 | 24   |
| 5. | Vörös Meteor   | 28 | 9  | 5 | 14 | 90-126 | 23   |
| 6. | Bp. Építők     | 28 | 9  | 0 | 19 | 86-152 | 18   |
| 7. | BKV Előre      | 28 | 5  | 4 | 19 | 93-144 | 14   |
| 8. | Bp. Postás     | 28 | 2  | 0 | 26 | 43-228 | 4    |

## A bajnokság végeredménye
1. Újpest Dózsa

2. BVSC

3. Ferencvárosi TC

4. Ifi válogatott

5. Vörös Meteor

6. Budapesti Építők

7. BKV Előre

8. Budapesti Postás

## Az Újpest Dózsa bajnokcsapata
Bálint Attila, Bánkúti Árpád, Borbély Vidor, Boróczi Gábor, Galambos Béla, Hajek Péter, Klink János, Kovácshegyi Pál, Lőrincz Ferenc, Palotás János, Palotás József, Patócs Péter, Szikra István, Szigetvári János, Szeles Dezső, Treplán Béla, Vedres Mátyás (kapus), Zsitva Viktor
Edző: Boróczi Gábor